# 朱傳齌
代王朱傳齌（17世纪—1644年），一作「朱傳㸄」，明朝第十一任代王，代王朱彝梃的嫡第一子。他襲封代王時間不詳，但據明朝檔案《皇帝爲戒勉榮王等王事敕諭》，他至少在崇禎十二年（1639年）前已經襲封。
《明史》、《烈皇小識》作崇禎十七年（1644年）三月李自成攻陷大同，朱傳齌與代王系宗室被殺光，明代國滅亡。
但《明实录》记载李自成将他和秦王朱存极、晋王朱审烜留在军中，展示于北京城下。后来李自成攻入北京，又败于清朝，被俘诸王多被清军俘杀，唯无清军杀害代王的明文记载。

## 家庭
胞弟：？王朱傳𧷼
子：世子朱貽⿺辶⿱夂𠮷（？—1644年），與其父一同被殺